# 熊本県道217号河原新波野線
熊本県道217号河原新波野線（くまもとけんどう217ごう かわらしんなみのせん）は、熊本県阿蘇郡高森町から阿蘇市に至る一般県道である。

## 概要
阿蘇市波野大字中江 - 波野大字波野間に未開通区間がある。

### 路線データ
- 起点：熊本県阿蘇郡高森町大字河原（熊本県道41号高森波野線交点）
- 終点：熊本県阿蘇市波野大字波野（国道265号交点）

## 路線状況

### 重複区間
- 熊本県道・大分県道135号高森竹田線（阿蘇市波野大字中江）
- 熊本県道214号小地野永谷線（阿蘇市波野大字波野）

## 地理

### 通過する自治体
- 阿蘇郡高森町
- 阿蘇市

### 交差する道路
| 交差する道路                                   | 市町村名 | 市町村名 | 交差する場所 | 交差する場所 |
| ---------------------------------------------- | -------- | -------- | ------------ | ------------ |
| 熊本県道41号高森波野線                         | 阿蘇郡   | 高森町   | 大字河原     | 起点         |
| 熊本県道・大分県道135号高森竹田線 重複区間起点 | 阿蘇市   | 阿蘇市   | 波野大字中江 |              |
| 熊本県道・大分県道135号高森竹田線 重複区間終点 | 阿蘇市   | 阿蘇市   | 波野大字中江 |              |
| 未供用区間                                     |          |          |              |              |
| 熊本県道214号小地野永谷線 重複区間起点         | 阿蘇市   | 阿蘇市   | 波野大字波野 |              |
| 熊本県道214号小地野永谷線 重複区間終点         | 阿蘇市   | 阿蘇市   | 波野大字波野 |              |
| 国道265号                                      | 阿蘇市   | 阿蘇市   | 大字波野     | 終点         |

### 沿線
- 箱石峠（終点付近に）